# Sclaters fluiter
De Sclaters fluiter (Pachycephala soror) is een zangvogel uit de familie Pachycephalidae (dikkoppen en fluiters). De naam verwijst naar Philip Lutley Sclater die deze vogel in 1874 geldig heeft beschreven.

## Verspreiding en leefgebied
Deze soort is endemisch in de bergen van Nieuw-Guinea en telt vier ondersoorten:
- P. s. soror: noordwestelijk Nieuw-Guinea.
- P. s. klossi: centraal en oostelijk Nieuw-Guinea.
- P. s. octogenarii: Kumawa-gebergte (westelijk Nieuw-Guinea).
- P. s. bartoni: zuidoostelijk Nieuw-Guinea en Goodenough.

## Status
De grootte van de populatie is niet gekwantificeerd maar de soort wordt omschreven als vrij algemeen op grotere hoogtes en schaars op lagere hoogtes. Op de Rode lijst van de IUCN heeft deze soort de status niet bedreigd.